# Glaciar Isla Pine

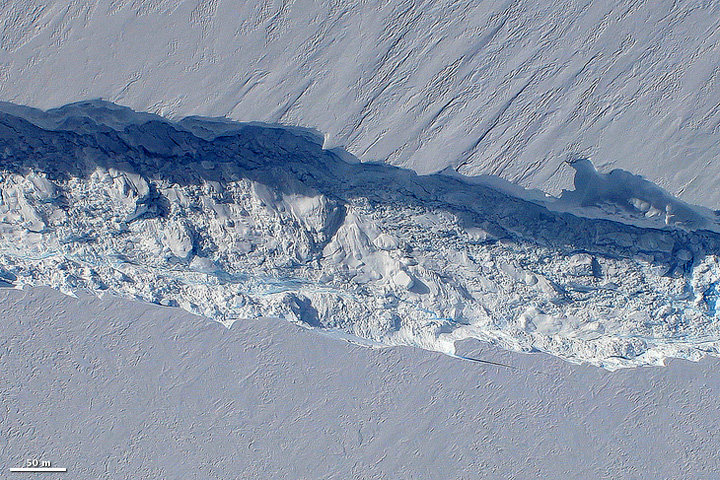
Formación de un iceberg en el glaciar.

El glaciar Isla Pine es un amplio glaciar ubicado en la Antártida Occidental, que fluye hacia el noroeste a lo largo del lado sur de las montañas Hudson en la bahía Isla Pine, mar de Amundsen. Se encuentra en el sector antártico que no es reclamado por ningún país.
Es el glaciar de más rápido avance en la Antártida, responsable de aproximadamente el 25 % de la pérdida de hielo del continente.
El área drenada por el glaciar comprende aproximadamente el 10 % de la capa de hielo de la Antártida Occidental. Mediciones satelitales han demostrado que la cuenca del glaciar tiene una mayor contribución neta de hielo al mar que cualquier otra cuenca de drenaje de hielo en el mundo y esto se ha incrementado debido a la reciente aceleración del retroceso del hielo.

## Historia
Fue cartografiado por el Servicio Geológico de los Estados Unidos a partir de trabajos en el área y fotografías realizadas por la Armada de los Estados Unidos entre 1960 y 1966. Fue nombrado por el Comité Consultivo sobre Nomenclatura Antártica en asociación con la bahía Isla Pine.

### Retroceso
El glaciar comenzó a retirarse en la década de 1940. La velocidad del glaciar aumentó en un 73 por ciento desde 1974 hasta fines de 2007, con un aumento del 8 % en los últimos 16 meses de ese período. Esta aceleración ha significado que a fines de 2007 el sistema del glaciar tenía un balance de masa negativo de 46 gigatoneladas por año.